# D線上のアリス
『D線上のアリス』（ディーせんじょうのアリス）は、伊原士郎による日本の漫画作品。『月刊ガンガンWING』（スクウェア・エニックス）にて連載された。単行本は全4巻。

## あらすじ
ある日、死神であるラパンが地上に降りてきた。ラパンは仮の体として骸骨に入る予定だった。しかし、ひょんな事でアリスという少女の身体に誤って入ってしまい、代わりにアリスが骸骨の体に入ってしまう。

## 登場人物
ラパン
この作品の主人公。死神の時からかなりの女好きで、アリスの体に入ってからも好き放題をしている。
アリス
名門女子校に通うお嬢様。淑やかな性格だったが、骸骨の体に入ってから次第に凶暴化していく。
鶴亀梅之助
死神でラパンの同僚。男だがラパンに好意を抱いており、ラパンに会うために人間界に降りてきた。